# Catena Arias-Muzelle
La Catena Arias-Muzelle è un massiccio montuoso delle Alpi del Delfinato (Massiccio degli Écrins). Si trova in Francia (dipartimento dell'Isère).
Prende il nome dalle due montagne più significative: l'Aiguille des Arias e la Roche de la Muzelle.

## Collocazione
Secondo le definizioni della SOIUSA la Catena Arias-Muzelle ha i seguenti limiti geografici: Col des Aiguilles, fiume Bonne, torrente Malsanne, Col d'Ornon, fiume Romanche, torrente Vénéon, Col des Aiguilles.
Essa raccoglie la parte occidentale del Massiccio degli Écrins.

## Classificazione
La SOIUSA definisce la Catena Arias-Muzelle come un supergruppo alpino e vi attribuisce la seguente classificazione:
- Grande parte = Alpi Occidentali
- Grande settore = Alpi Sud-occidentali
- Sezione = Alpi del Delfinato
- Sottosezione = Massiccio degli Écrins
- Supergruppo = Catena Arias-Muzelle
- Codice =  I/A-5.III-E

## Suddivisione
La Catena Arias-Muzelle viene suddivisa in due gruppi e quattro sottogruppi:
- Gruppo degli Arias (17)
  - Catena dell'Aiguille des Arias (17.a)
  - Catena Montagnon-Lauranoure (17.b)
- Gruppo della Muzelle (18)
  - Catena Swan-Muzelle (18.a)
  - Catena Clapier du Peyron-Signal du Lauvitel (18.b)

## Montagne

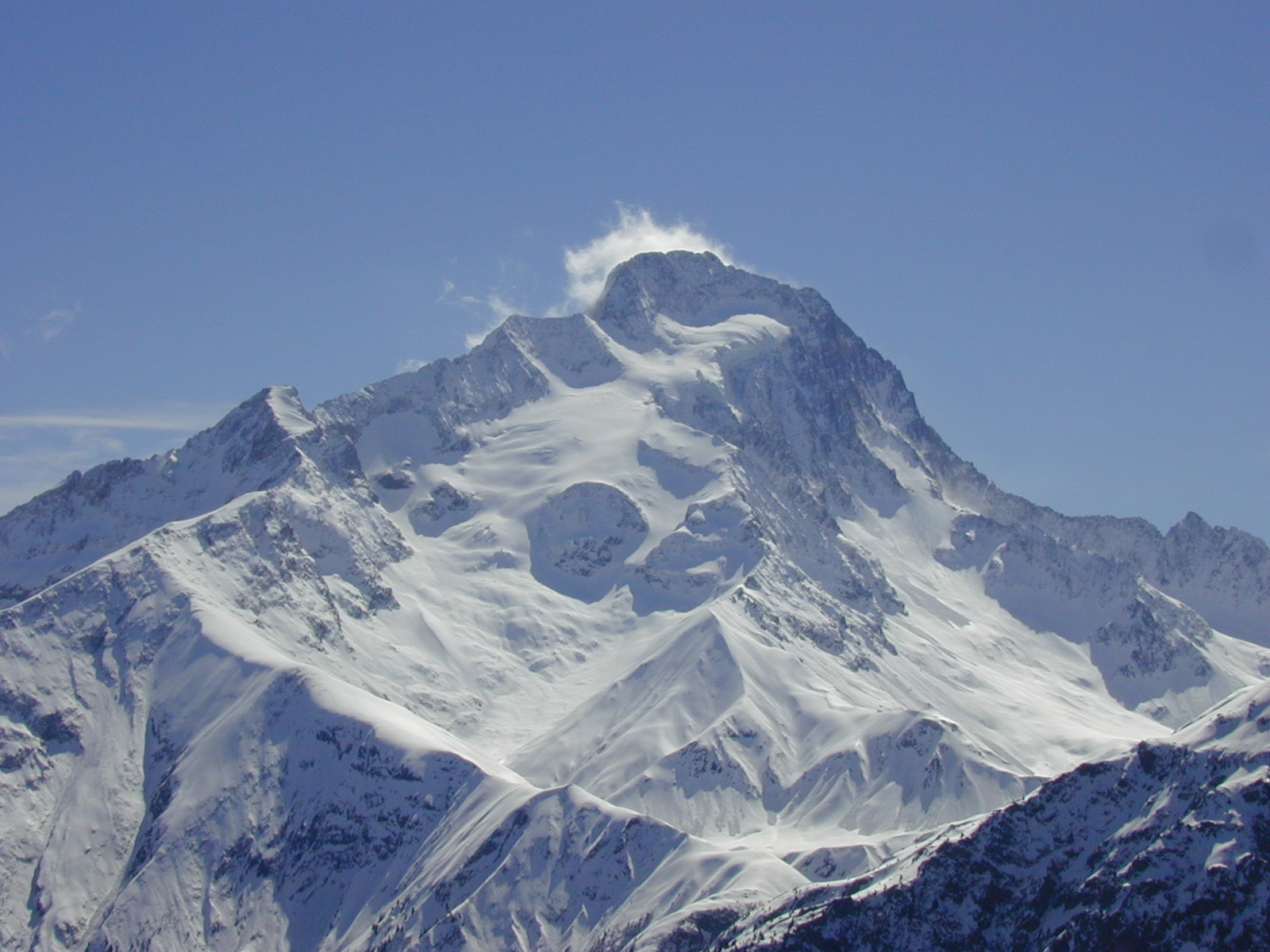
La Roche de la Muzelle.

Le montagne principali appartenenti alla Catena Arias-Muzelle sono:
- Roche de la Muzelle - 3.465 m
- Aiguille des Arias - 3.403 m
- Tête de Lauranoure - 3.340 m
- Pointe de la Mariande - 3.151 m
- Pic du Clapier du Peyron - 3.062 m
- Aiguille des Marmes - 2.967 m
- Signal du Lauvitel - 2.901 m